# Christa Eckes
Christa Eckes (geboren am 5. Februar 1950 in Mainz; gestorben am 23. Mai 2012 in Karlsruhe) war eine deutsche Terroristin und gehörte zur Zweiten Generation der RAF.

## Werdegang
Christa Eckes wurde am 5. Februar 1950 in Mainz als Tochter eines Kaufmanns aus der Eckes-Dynastie geboren und verbrachte ihre frühe Kindheit im rheinhessischen Nieder-Olm, bis sie mit ihrer Familie 1956 nach Hamburg-Bergedorf zog.
Am Luisen-Gymnasium Bergedorf engagierte sie sich als Schulsprecherin und stellvertretende Landesschulsprecherin. 1969 beteiligte sie sich an Demonstrationen gegen den Vietnamkrieg. 1970 wurde sie der Schule verwiesen, weil sie gemeinsam mit anderen Schülerinnen und einem Lehrer in der Schülerzeitung einen kritischen Artikel zur Sexualerziehung veröffentlicht hatte, in dem auch das Angebot gemacht wurde, eine Liste von Ärzten zur Verfügung zu stellen, die bereit waren, die Antibabypille zu verschreiben. Sie ging mit Hilfe des Rechtsanwalts Kurt Groenewold erfolgreich dagegen vor, sodass sie im Januar 1971 ihr Abiturzeugnis bekam. Sie war Mitbegründerin der „Basisgruppe LS-Schülerinnen“.

## Erste Kontakte zur RAF
1971 schloss sich Eckes in Hamburg der Gruppe Internationale Marxisten (GIM) an. Nachdem Petra Schelm erschossen wurde, demonstrierte sie gegen staatliche Repression. Nach Angaben des Bundeskriminalamts studierte sie in Hamburg Mathematik und gehörte zudem dem Führungskreis der „Revolutionären Kommunistischen Jugend“ an. Als Mitarbeiterin des RAF-Strafverteidigers Kurt Groenewold, der sie zuvor in der Schulverweis-Sache vertreten hatte, besuchte sie inhaftierte Mitglieder der Rote Armee Fraktion. So hatte sie etwa Kontakt mit Margrit Schiller während ihres Prozesses. Enttäuscht von theoretischen Querelen der Trotzkisten entwickelte Eckes verstärktes Interesse an praktischer Umsetzung ihrer politischen Ansichten und suchte gemeinsam mit Wolfgang Beer Kontakt zur RAF. Aus der GIM trat Eckes 1973 aus. Neben Beteiligungen an Hausbesetzungen in Hamburg schloss sie sich 1973 der RAF an und tauchte nach einer vorübergehenden Festnahme in den Untergrund ab, bevor ein weiterer Haftbefehl ausgestellt wurde.

## Haftphasen

### Erste Haft
Im Februar 1974 wurde Eckes zusammen mit Helmut Pohl und anderen in einer Wohnung in der Bartholomäusstraße 20 in Hamburg verhaftet und 1976 vom Landgericht Hamburg unter anderem wegen schweren Raubes in Tateinheit mit Beteiligung an einer
kriminellen Vereinigung zu sieben Jahren Haft verurteilt. Während der Haft beteiligte sich Eckes an mehreren Hungerstreiks der RAF-Gefangenen. Nach ihrer Entlassung im Frühjahr 1981 ging sie wieder zurück in den Untergrund. Am 2. Juli 1984 wurde sie zusammen mit Ernst-Volker Staub und anderen erneut verhaftet und 1986 vom Oberlandesgericht Stuttgart wegen Mitgliedschaft in einer terroristischen Vereinigung sowie Verstoßes gegen das Waffen- und das Kriegswaffenkontrollgesetz zu weiteren acht Jahren Haft verurteilt.

### Zweite Haft
Auch während der zweiten Haft in der Justizvollzugsanstalt Köln nahm Eckes mit anderen Inhaftierten der RAF aus Protest gegen die Haftbedingungen an bundesweiten Hungerstreiks teil, zuletzt ab 1. Februar 1989 am zehnten und letzten kollektiven Hungerstreik der RAF. Während die meisten Gefangenen in einem „Kettenstreik“ ab Mitte Februar den Streik zeitweilig aussetzen und alle zwei Wochen weitere Gefangen in Hungerphasen traten, führten Eckes und Karl-Heinz Dellwo den Streik durchgehend fort. Eckes wurde am 17. März aufgrund ihres Zustandes in ein Krankenhaus verlegt. Dellwo und Eckes gaben ihren Hungerstreik nach über 70 Tagen im April 1989 auf. Eckes wurde später in die Justizvollzugsanstalt Bielefeld-Brackwede verlegt und am 1. Juli 1991 aus der Haft entlassen.

### Beugehaft 2011
Im September 2010 wurde ein Prozess gegen Verena Becker wegen des 33 Jahre zurückliegenden Mordes an Siegfried Buback eröffnet. Eckes war in diesem Prozess als Zeugin geladen und berief sich auf ihr Auskunftsverweigerungsrecht mit Verweis auf die Gefahr, sich selbst zu belasten. Das Oberlandesgericht Stuttgart wies diese Auffassung zurück, da Eckes zur Tatzeit in Haft war, und ordnete eine maximal sechsmonatige Beugehaft zur Erzwingung der Aussage an. Da Eckes zu diesem Zeitpunkt bereits lebensbedrohend an Leukämie erkrankt war, hob der Bundesgerichtshof wegen einer Verletzung des Grundsatzes der Verhältnismäßigkeit diese Verfügung auf. Auch in terroristischen Mordfällen müsse „nicht um jeden Preis“ ermittelt werden. Die „gerichtliche Fürsorgepflicht“ gebiete es, von der Anordnung abzusehen.

## Tod
Christa Eckes starb am 23. Mai 2012 in Karlsruhe an Leukämie.